# Altavista (Virginia)
Altavista is een plaats (town) in de Amerikaanse staat Virginia, en valt bestuurlijk gezien onder Campbell County.

## Demografie
Bij de volkstelling in 2000 werd het aantal inwoners vastgesteld op 3425.
In 2006 is het aantal inwoners door het United States Census Bureau geschat op 3384, een daling van 41 (-1,2%).

## Geografie
Volgens het United States Census Bureau beslaat de plaats een oppervlakte van
12,8 km², waarvan 12,7 km² land en 0,1 km² water. Altavista ligt op ongeveer 210 m boven zeeniveau.

## Plaatsen in de nabije omgeving
De onderstaande figuur toont nabijgelegen plaatsen in een straal van 32 km rond Altavista.

## Geboren
- Guy Gardner (1948), astronaut